# Bosco Ntaganda
Bosco Ntaganda (Kinigi, 5 de noviembre de 1973), también conocido como Bosco Taganda o el Exterminador, es uno de los comandantes del Movimiento 23 de Marzo, un grupo guerrillero que opera en la provincia de Kivu del Norte (República Democrática del Congo) y brazo armado del Congreso Nacional para la Defensa del Pueblo. También ha sido miembro de las Fuerzas Ruandesas de Defensa (FRD) y,  fue el segundo al mando de las Fuerzas Patrióticas para la Liberación del Congo (FPLC).
Fue buscado por la Corte Penal Internacional (CPI) por los crímenes de guerra y de reclutar niños menores de quince años y usarlos para que participen activamente en hostilidades. en los años 2002 y 2003 en Ituri y emitió órdenes de captura en 2006.
En 2013 Ntaganda se entrega voluntariamente en la embajada de EE. UU. en Kigali y fue trasladado a la sede de la CPI en Países Bajos. Declaró que su entrega fue para evitar la pena de muerte ya que la CPI no tiene este tipo de pena y por los temores de que sus oponentes lo asesinaran ya que habían perdido la guerra. 

## Biografía
Ntaganda nació en la pequeña villa de Kiningi, situada a los pies de las montañas Virunga. Siendo ya adolescente, se instaló en Ngungu, al este de la RDC, tras los ataques iniciados contra la etnia tutsi en Ruanda. Asistió a la escuela secundaria, pero no llegó a graduarse; a los 17 años se incorporó a las filas del Frente Patriótico Ruandés del sur de Uganda.
Ntaganda continuó luchando junto al Ejército Patriótico Ruandés a principios de los años 1990 y participó en la destitución del gobierno Hutu de Ruanda en 1994.
Más adelante se unió a las Fuerzas Patrióticas para la Liberación del Congo (Forces Patriotiques pour la libération du Congo, FPLC), el brazo militar de la Unión de Patriotas Congoleños, y se volvió su comandante en jefe de operaciones militares. Durante este tiempo, se lo acusa de haber estado involucrado en numerosas masacres y otros serios abusos a los derechos humanos.
En enero de 2005, Ntaganda fue nombrado General en las Fuerzas Armadas de la República Democrática del Congo como parte del proceso de paz, pero rechazó la oferta. El 1 de noviembre de 2005, un comité del Consejo de Seguridad de las Naciones Unidas le prohibió viajar y congeló sus activos por violar un embargo de armas.
En 2006, luego de algunos conflictos dentro de la UPC, volvió a Kivu del Norte, su provincia natal, y se unió al Congreso Nacional para la Defensa del Pueblo (CNDP) de Laurent Nkunda. Para abril de 2008, se creía que se encontraba viviendo en el distrito de Masisi en Kivu del Norte, ocupando la posición de Comandante en Jefe del CNDP. El CNDP ha sido hoy en día incorporado en el ejército regular congolés y Ntaganda ocupa la posición de General dentro del ejército, pese a ser buscado por la CPI.
 Para el 2012, se encuentra viviendo abiertamente en la ciudad de  Goma en la República Democrática del Congo, en la Avenida des Tulipiés, como a 100 metros de la frontera con Ruanda.
Según las autoridades de la RDC, el General Bosco Ntaganda ha "cruzado desde Goma al pueglo de Gisenyi, Ruanda, dos veces en 2011, en marzo y luego en septiembre, pese a la prohibición de viajes impuesta sobre él. Las autoridades congolesas reportaron que en ambas ocasiones Ntaganda había ido allí para ir a unos entierros, habiendo obtenido autorización para hacerlo por parte de su jerarquía militar y las autoridades de inmigración. Las autoridades ruandesas informaron al Grupo que no tenían objeciones en contra de la entrada de Ntaganda en su frontera. Afirmaron que su estatus como un individuo sancionado "no era problema de Ruanda, sino más bien un problema de la República Democrática del Congo", añadiendo que "Bosco contribuye a la paz y seguridad de la región, convergiendo con los objetivos de Ruanda".
El Grupo de Expertos de la Naciones Unidas reportó a finales de 2011 que Ntaganda controlaba las minas de Mungwe y Fungamwaka, cerca de Numbi, a través de la Great Lakes Mining Company, administrada por Edson Musabarura. Ntaganda también recibe beneficios de la explotación minera en Nyabibwe, a través de su alianza con el Coronel Saddam Ringo. En Rubaya, Ntaganda obtuvo grandes ganancias a través de impuestos recolectados por la policía minera "paralela". Ntaganda ordenó a sus tropas a que intervengan en favor de Krall Metal Congo en Lueshe.
El 4 de abril de 2012, se conoció que Ntaganda y 300 tropas leales a él habían desertado de la RDC y se enfrentaron contra fuerzas del gobierno en la región de Rutshuru al norte de Goma.
El 11 de abril de 2012, el presidente Joseph Kabila hizo un llamado por el arresto de Ntaganda. El 18 de marzo de 2013 se entregó a la Embajada de EE. UU. en Kigali y pidió ser entregado al Tribunal Penal Internacional.

## Acusación por parte de la CPI
El 22 de agosto de 2006, una Corte Preliminar de la CPI encontró que existían fundamentos suficientes para creer que Ntaganda era personalmente responsable por crímenes de guerra cometidos por el FPLC entre julio de 2002 y diciembre de 2003, y emitió una orden para su arresto. Fue acusado de crímenes de guerra por enlistar y reclutar niños menores de quince años y usarlos para participar activamente en hostilidades.
La orden de arresto fue emitida inicialmente en forma clasificada, ya que la corte consideró que "el conocimiento público de los procedimientos en este caso pudo dar lugar a que Bosco Ntaganda se ocultara, huyera, y/o obstruya o ponga en peligro las investigaciones o los procedimientos de la Corte". En abril de 2008, la corte decidió que las circunstancias habían cambiado y desclasificó la orden de arresto.
Otros tres rebeldes del Congo, incluyendo al líder del UPC, Thomas Lubanga, se encuentran bajo custodia de la CPI, y están siendo procesados allí.

### Condena y sentencia
El 8 de julio de 2019, Ntaganda fue declarado culpable de 13 cargos de crímenes de guerra y 5 cargos de crímenes de lesa humanidad, cometidos en el conflicto de Ituri de 2002-2003, lo que supone el mayor número de cargos por los que ha sido condenado una persona acusada ante la CPI. Entre estos cargos se encuentran esclavismo sexual, asesinatos, violaciones y de reclutar niños soldado.
El 7 de noviembre de 2019, la CPI condenó por unanimidad a Bosco Ntaganda a un total de 30 años de prisión, la pena más alta dictada por la Corte hasta la fecha. Varias asociaciones y organizaciones (como la Federación Internacional por los Derechos Humanos, etc. y más de 100 testigos), documentaron los crímenes cometidos y presentaron este material a la CPI, lo que derivó en el procesamiento de Ntaganda.
En marzo de 2021, la Corte Penal Internacional fijó el monto de las reparaciones para las víctimas de Ntaganda en 30 millones de dólares (25 millones de euros). Entre quienes se pueden acoger a la indemnización están las víctimas directas e indirectas de sus ataques, los niños soldado, las esclavas sexuales o violadas y los niños nacidos fruto de estas dos situaciones. El tribunal estableció como prioritarios los que requieran cuidados médicos, los discapacitados, ancianos, las víctimas de violencia machista o sexual y sus hijos, los ex niños soldados y personas sin hogar o con problemas económicos. Como Ntaganda se ha declarado insolvente, será el "Fondo Fiduciario para las Víctimas" quien pague las indemnizaciones y establezca cómo se accederá a la indemnización.